# Twenity 1997-1999
Twenity 1997-1999 è il settimo greatest hits del gruppo giapponese dei L'Arc~en~Ciel. È stato pubblicato il 16 febbraio 2011 dalla Ki/oon Records, contemporaneamente a Twenity 1991-1996 e Twenity 2000-2010.

## Tracce
1. Niji (Album Version) (虹)
2. winter fall
3. LORELEY
4. Shout at the Devil
5. fate
6. Anata (あなた)
7. HONEY
8. Kasou (花葬)
9. snow drop [ray mix]
10. HEAVEN'S DRIVÈ
11. Pieces [ark mix]
12. Driver's High
13. Shinjitsu to Gensou to (真実と幻想と)
14. Sell my Soul
15. Ibara no Namida (いばらの涙)